# Zweites Landamt Pforzheim
Das Zweite Landamt Pforzheim war eine Verwaltungseinheit im Großherzogtum Baden. Es bestand von 1810 bis 1819.

## Lage
Das Gebiet des Amtes umfasste das nördlich von Pforzheim im Kraichgau gelegene Umland.

## Geschichte

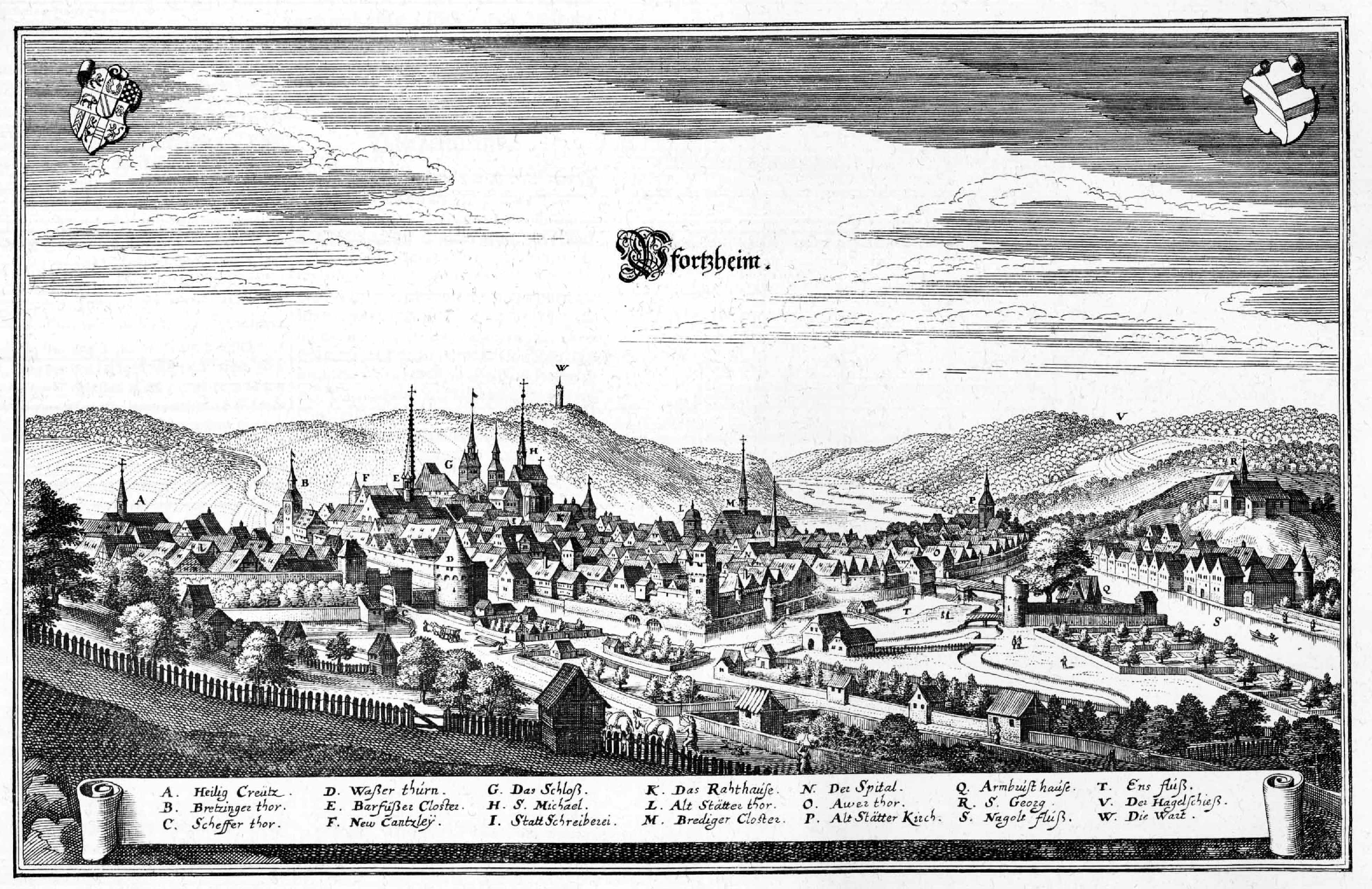
Pforzheim um 1640, Stich von Merian

Das an der Mündung der Nagold in die Enz gelegene Pforzheim hatte seit dem hohen Mittelalter unter der Herrschaft der Markgrafen von Baden gestanden und war Sitz eines Oberamtes.
Aufgrund des Novemberediktes von 1809 wurde das Oberamt 1810 aufgeteilt. Neben dem Stadt- und Ersten Landamt entstand so das Zweite Landamt. Im Rahmen der Verwaltungsgliederung Badens wurden beide dem Pfinz- und Enzkreis zugewiesen.
Ende 1810 wurde das im Zuge des Grenzvertrages mit Württemberg an Baden abgetretene Kieselbronn dem Zweiten Landamt zugeteilt. Anfang 1819 wurden die beiden 1813 entstandenen Ämter wieder vereinigt, erneut als Oberamt Pforzheim.

## Orte und Einwohnerzahlen 1814

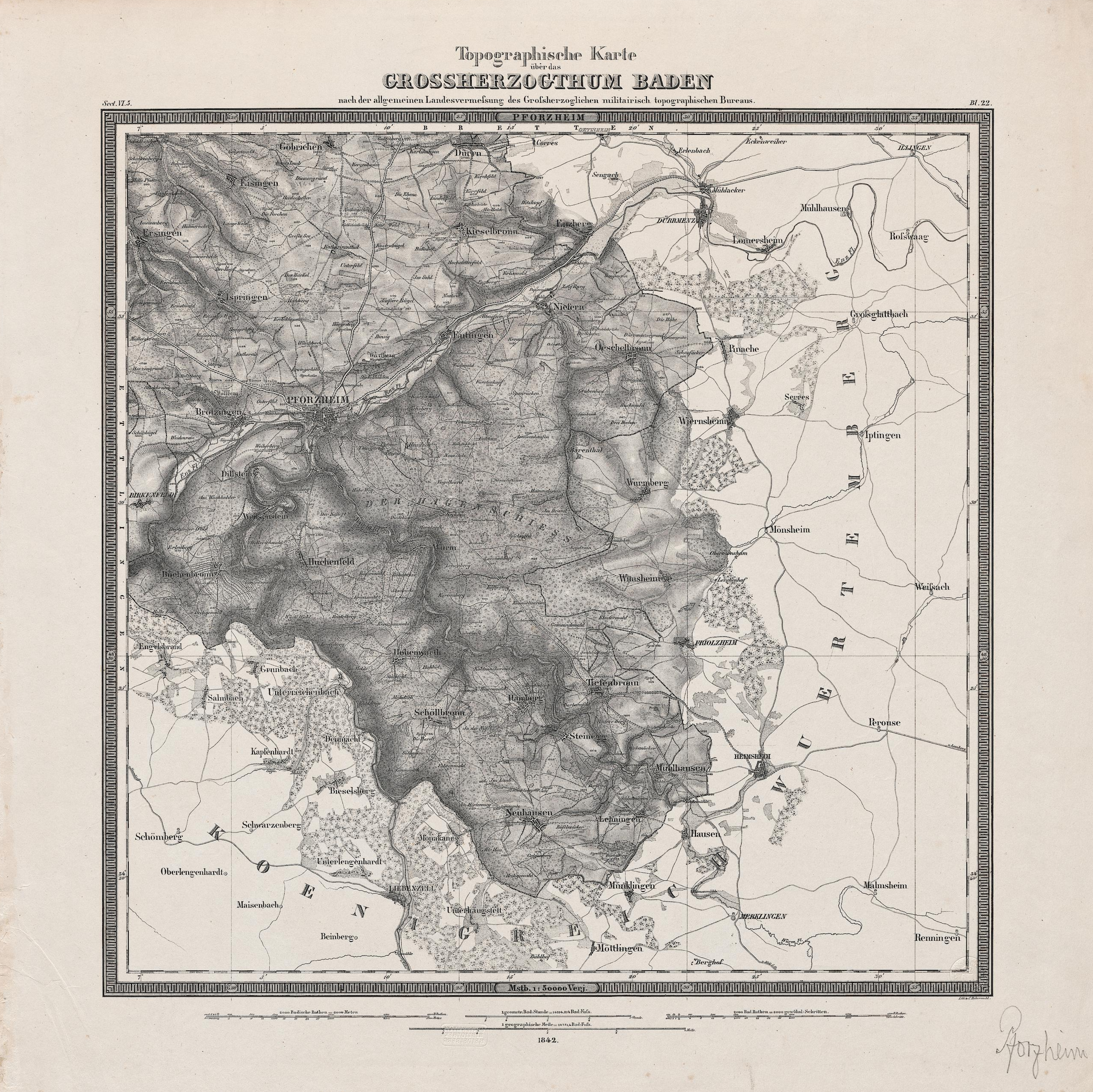
Topographische Karte von 1842, Blatt Pforzheim

1814 wird für das Amt von 9291 Einwohnern berichtet, die sich auf diese Orte verteilten:
- Auerbach: 384
- Bauschlott: 697
- Dietenhausen: 132
- Dietlingen: 1097
- Dürrn, mit Karlshausen: 708
- Ellmendingen: 916
- Ispringen: 782
- Ittersbach, mit Schleemühle: 566
- Kieselbronn: 708
- Langenalb, mit Bergschmidte und Meisenmühle: 375
- Langensteinbach: 882
- Nöttingen: 624, davon Darmsbach: 75
- Obermutschelbach: 270
- Spielberg: 489
- Untermutschelbach: 246
- Weiler: 415

## Weitere Entwicklung
Aus dem Oberamt entwickelte sich das Bezirksamt Pforzheim, das 1939 in den Landkreis Pforzheim umgewandelt wurde. Sofern nicht zu einem früheren oder späteren Zeitpunkt nach Pforzheim eingemeindet, zählen die Orte des Amtes seit der Kreisreform 1973 zum Enzkreis. Eine Ausnahme bildet Ittersbach, das zum Landkreis Karlsruhe wechselte. Einige der weiter im Westen gelegenen Ortschaften waren vor 1939 zu den Bezirksämtern Bretten und Durlach umgesetzt worden und bei deren Auflösung ebenfalls zu Karlsruhe gekommen.